# Греков Леонід Іванович
Леоні́д Іва́нович Гре́ков (нар. 11 серпня 1928, місто Луганськ, тепер Луганської області — 31 жовтня 2004, місто Москва) — радянський діяч, 2-й секретар Московського міського комітету КПРС, 2-й секретар ЦК КП Узбекистану, Надзвичайний і Повноважний Посол СРСР в Народній Республіці Болгарії. Член Бюро ЦК КП Узбекистану в 1976—1983 роках. Член ЦК КПРС у 1971—1990 роках. Депутат Верховної Ради СРСР 8—10-го скликань. Кандидат економічних наук (1971).

## Життєпис
З 1943 по 1944 рік служив у Радянській армії, був електромонтером у військовій частині.
У 1944—1954 роках — учень авіаційного технікуму, студент Харківського авіаційного інституту.
Член ВКП(б) з 1949 року.
У 1954 році закінчив Харківський авіаційний інститут.
У 1954—1957 роках — інженер, старший інженер, у 1957—1961 роках — заступник секретаря партійного комітету, у 1961—1963 роках — секретар партійного комітету Центрального науково-дослідного інституту авіаційного моторобудування в Москві.
У 1963—1966 роках — секретар, у 1966—1971 роках — 1-й секретар Калінінського районного комітету КПРС міста Москви.
11 березня 1971 — 21 липня 1976 року — 2-й секретар Московського міського комітету КПРС.
13 липня 1976 — 30 травня 1983 року — 2-й секретар ЦК КП Узбекистану.
10 липня 1983 — 26 лютого 1988 року — Надзвичайний і Повноважний Посол СРСР в Народній Республіці Болгарії.
У 1988—1990 роках — заступник голови Державної комісії з питань зовнішньоекономічних зв'язків Ради міністрів СРСР.
З 1990 року — на пенсії в Москві. Похований на Родниковському цвинтарі в Раменському районі Московської області

## Нагороди і звання
- орден Леніна
- орден Трудового Червоного Прапора
- орден «Знак Пошани»
- орден Дружби народів
- Надзвичайний і Повноважний Посол